# Roy Burnett
Pas d'image ? Cliquez ici

a Compétitions nationales et continentales officielles uniquement.

b Matchs officiels uniquement.
Roy Burnett, né le 6 octobre 1926 à Abercarn et mort le 30 juin 1998 à Caerleon, est un joueur de rugby gallois évoluant au poste de demi d'ouverture pour le pays de Galles et le club de Newport.

## Carrière
Il dispute son premier et dernier test match contre l'équipe d'Angleterre le 17 janvier 1953. Il joue ce match avec son partenaire de club Billy Williams. À son époque, le demi d'ouverture gallois titulaire est Cliff Morgan, il ne connaît donc pas davantage de sélection. Il évolue pour le club de rugby de Newport RFC avec qui il totalise 372 apparitions de 1944 à 1959. Il connaît également deux sélections avec les Barbarians en 1952 et 1953.

## Statistiques en équipe nationale
- 1 sélection
- Sélections par année : 1 en 1953
- Participation au Tournoi des cinq nations 1953